# Victory Songs
Victory Songs – trzecia studyjna płyta viking metalowego zespołu Ensiferum, zarazem pierwsza nagrana bez Jariego Mäenpää, byłego frontmana grupy. Płyta została wydana 20 maja 2007 roku.

## Lista utworów
1. "Ad Victoriam" – 3:10
2. "Blood is the Price of Glory" – 5:17
3. "Deathbringer from the Sky" – 5:10
4. "Ahti" – 3:55
5. "One More Magic Potion" – 5:22
6. "Wanderer" – 6:32
7. "Raised by the Sword" – 6:10
8. "The New Dawn" – 3:42
9. "Victory Song" – 10:38
10. "Lady in Black" – 9:56 (Uriah Heep cover)
  - Bonusowy utwór w edycji limitowanej

## Skład
- Petri Lindroos – gitara, wokal
- Markus Toivonen – gitara, wokal
- Meiju Enho – instrumenty klawiszowe
- Sami Hinkka – gitara basowa, wokal
- Janne Parviainen – perkusja

## Listy sprzedaży
| Lista  | Kraj      | Pozycja |
| ------ | --------- | ------- |
| Top 50 | Finlandia | 6       |